# Me and My Shadow (película cancelada de 2014)
Me and My Shadow fue una película de animación estadounidense cancelada, producida por Paramount Animation. La cinta estaba planeada como una comedia fantástica que combinaba animación por computadora con animación tradicional, marcando el retorno de DreamWorks a este último estilo desde "Simbad: La leyenda de los siete mares" en 2003. La historia giraba en torno a Stanley Grubb, un hombre tímido, y su contraparte vivaz en forma de sombra, Shadow Stan, quienes se embarcan en una aventura para detener una rebelión planeada por una sombra malévola en el mundo de las sombras y el mundo humano.

## Anuncio y Preproducción
En diciembre de 2010, DreamWorks Animation anunció "Me and My Shadow" con una fecha de estreno inicial para marzo de 2013. La película iba a combinar técnicas de animación CGI y tradicional, siendo comparada en su concepción con "¿Quién engañó a Roger Rabbit?", que mezcló animación tradicional con acción en vivo. El director inicialmente designado fue Mark Dindal, conocido por su trabajo en "Chicken Little" y "The Emperor's New Groove".

## Cambio de dirección y reparto
En enero de 2012, se anunció el elenco vocal que incluía a Josh Gad como Stanley Grubb, Bill Hader como Shadow Stan, Kate Hudson como Heidi (el interés amoroso de Daniel) y Tom Hiddleston como el Villano de las Sombras. Alessandro Carloni reemplazó a Dindal como director en este punto, y la fecha de estreno se pospuso a noviembre de 2013.

## Producción y retrasos
La producción comenzó en febrero de 2012, pero en junio de 2012, la fecha de lanzamiento se retrasó hasta el 14 de marzo de 2014, con "Las aventuras de Peabody y Sherman" ocupando su lugar original. Sin embargo, en febrero de 2013, la película volvió a entrar en desarrollo activo, y "Las aventuras de Peabody y Sherman" recuperó su fecha de estreno para marzo de 2014.

## Re-desarrollo y cancelación
En noviembre de 2015, Edgar Wright fue anunciado como el nuevo director del proyecto, coescribiendo una nueva versión del guion junto a David Walliams. Wright, conocido por su trabajo en "Shaun of the Dead" y "Baby Driver", prometió un enfoque fresco y energético para el concepto de las sombras. Sin embargo, debido a cambios en la administración de DreamWorks Animation, el proyecto quedó en el limbo y no se avanzó más allá de tres borradores escritos.